# جغرافيا السكان
جغرافيا السكان أو الجغرافيا السكانية، هو علم يعني بإبراز الاختلافات المكانية لتوزيع وتركيب ونمو وهجرة السكان، ومدى ارتباطها باختلاف طبيعة الأمكنة، وتسعى لتفسير هذا التوزيع وهذه التمايزات. تعتبر جغرافيا السكان إلى جانب الجغرافيا السياسية والإقليمية والإقتصادية وعلوم أخرى تدرس النماذج والعمليات التي تصوغ تعامل البشر مع البيئة مع تركيز على أسباب ونتائج التوزع المكاني للنشاطات البشرية على سطح الأرض بالجغرافيا البشرية.

## مفهوم جغرافيا السكان
هو العلم الذي يهتم بدراسة حجم السكان وخصائصهم من حيث البنى العمرية والنوعية والاجتماعية وايضا في نمو السكان المتمثل في المواليد والوفيات والهجرة.
لا يوجد إجماع بين الجغرافيين حول تعريف موحد لمفهوم الجغرافية السكانية، ولكن يتفق الجغرافيون أن موضوع السكان بالأساس يعد موضوعاً متعدد الاختصاصات، ولا وجود لعلم سكاني أوحد قائم بذاته؛ وإنما هو علوم سكانية لكل واحد منها رؤية متميزة وإشكالية خاصة ومنهج يناسبه. وبالتالي فإن المسألة السكانية مهيأة للمقاربة الجغرافية أو الإحصائية أو التاريخية أو الاجتماعية أو الاقتصادية وغير ذلك. لذلك يهتم جغرافي السكان بالمظاهر الوصفية والحركيّة للاختلفات المكانية عبر الزمن أو العلاقات المكانية والتفاعل بين الظاهرات، مع التأكيد عملياً على المكان، وبهذه الطريقة تميّز جغرافيا السكان نفسها عن الديموغرافيا، وهو علم السكان الذي يعني بهم كظواهر منفردة لذلك هو متعدد الفروع، لذلك يظهر المنظور الاجتماعي للديموغرافيا وهي الديموغرافيا الاجتماعية، ويظهر لها المنظور التاريخي فتكون الديموغرافيا التاريخية، وهكذا.

## مناهج البحث في جغرافية السكان
- المنهج الاقليمى: وهذا المنهج كان سائداً منذ القدم حتى عام 1953، وهو يعرض السكان كأحد المكونات الاساسية الثلاث للتركيب الاقليمى (المكان - الناس - العمل)[4]
- المنهج الموضوعى: وظهر هذا المنهج في عصر تريوارثا واهتم هذا المنهج بدراسة الظاهرة وعناصرها مباشرة وبشئ من التحليل مثل دراسة سكان مدينة أو سكان ولاية، وايضاً دراسة التغيرات السكانية في منطقة ما.
- المنهج السلوكى: ظهر هذا المنهج في اوائل السبعينيات من القرن العشرين بعد تزايد التوجه صوب تفسير الظواهر وفقاً للجانب السلوكى للانسان، وكيف تؤثر سلوكياته على اتخاذ قرارات قد تكون مؤثرة في جوانب جغرافية عديدة مثل (الهجرة - حجم الاسرة - نوعية العمل - نوعية التعليم...الخ).
- المنهج الاصولى: ويستخدم هذا المنهج لتفسير وفهم الظاهرات التي تحتاج إلى تفسيرات مقنعة عندما تكون هناك علاقات متداخلة في الظاهرة، فهو يعتمد على فهم الظاهرة المدروسة وتحليلها بجوانبها كاملة لا في صورة جزئية، كما يهتم بدراسة العوامل المؤثرة في كل ظاهرة.